# Denho Acar
Denho Acar (Midyat, nacido en 1974), también conocido como Dano y Djingis Khan, es un gánster de ascendencia asiria/siríaca y fundador del sindicato del crimen sueco Original Gangsters (OGs).

## Biografía
Acar nació en 1974 en la ciudad de Midyat en Turquía, en una familia de habla siríaca, y se mudó a Bergsjön, un suburbio de la ciudad sueca de Gotemburgo, en 1985.[cita requerida] Estuvo involucrado en varias actividades criminales durante su juventud y fue juzgado por primera vez en 1991, por dos casos de agresión con arma mortal. En 1993, fundó los Original Gangsters y un año después, fue encarcelado en Dinamarca por robo a mano armada.
En 2007, Acar huyó al complejo turístico de Marmaris en Turquía debido a que la policía sueca lo buscaba por un ataque incendiario a un café en Gotemburgo. Ha servido en el Ejército Turco, y también ha sido acusado de falsificación por el gobierno turco, ya que utilizó un pasaporte sueco falso para ingresar al país. Sin embargo, no puede ser deportado, ya que es ciudadano turco y nunca ha obtenido la ciudadanía plena en Suecia.
A principios de 2008, se anunció que cedería el liderazgo formal de los Original Gangsters en Suecia al exvice-líder de la banda, Wojtek Walczak. Sin embargo, sigue siendo el líder general de la banda y afirma que ahora se está enfocando en expandir la banda hacia Noruega, Alemania y los Países Bajos.
Su permiso de residencia permanente fue revocado por el gobierno sueco en agosto de 2008, bajo el argumento de que ya no se le considera residente en el país.